# Centrostephanus
Centrostephanus is een geslacht van zee-egels uit de familie Diadematidae.

## Soorten
- Centrostephanus asteriscus (A. Agassiz & H.L. Clark, 1907)
- Centrostephanus besnardi (Bernasconi, 1955)
- Centrostephanus coronatus (Verrill, 1867)
- Centrostephanus longispinus (Philippi, 1845)
- Centrostephanus nitidus (Koehler, 1927)
- Centrostephanus rodgersii (A. Agassiz, 1863)
- Centrostephanus rubricingulus H.L. Clark, 1921
- Centrostephanus sylviae (Fell, 1975)
- Centrostephanus tenuispinus (H.L. Clark, 1914)

## Afbeeldingen

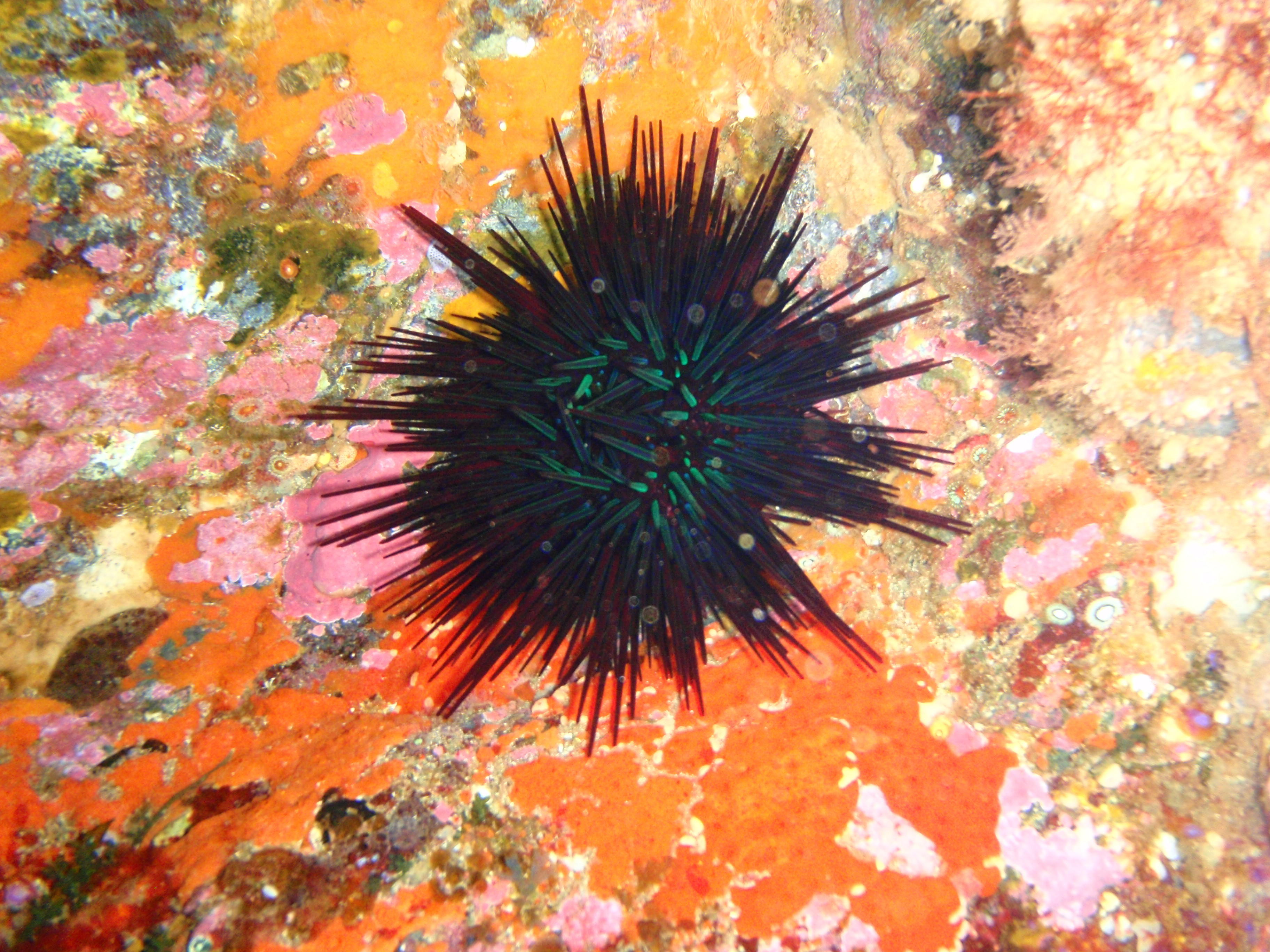
Centrostephanus rodgersii bij de Nieuw-Zeelandse Driekoningeneilanden.
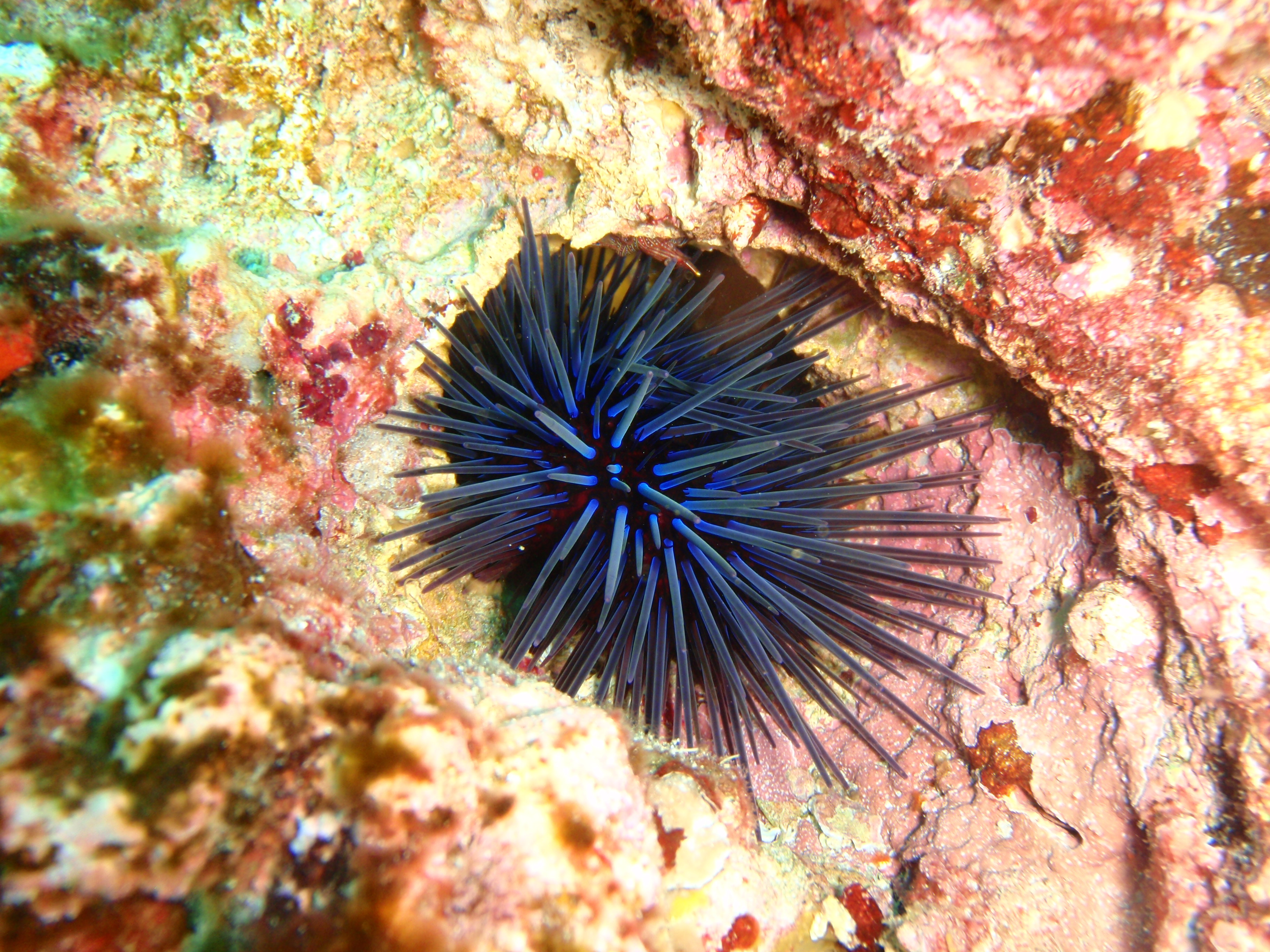
Centrostephanus tenuispinus bij het West-Australische Rottnesteiland.